# Ranunculus adoneus
Ranunculus adoneus A. Gray – gatunek rośliny z rodziny jaskrowatych (Ranunculaceae Juss.). Występuje naturalnie w Stanach Zjednoczonych, w stanach Kolorado, Utah, w północno-wschodniej części Nevady, w Idaho, Wyoming oraz w południowo-zachodniej części Montany. 

## Morfologia
PokrójBylina o nagich pędach. Dorasta do 9–25 cm wysokości.
LiścieMają nerkowaty lub okrągły kształt. Mają 1–2,5 cm długości oraz 1–3 cm szerokości. Nasada liścia ma ucięty kształt. Są całobrzegie.
KwiatyMają żółtą barwę. Działki kielicha są mniej lub bardziej owłosione i dorastają do 4–11 m długości. Mają 5 płatków o długości 5–10 mm.
OwoceNagie niełupki zebrane w jajowatych główkach. Mają 2–4 mm długości.

## Biologia i ekologia
Rośnie na łąkach w strefie alpejskiej. Występuje na wysokości od 2500 do 4000 m n.p.m. Kwitnie od maja do września.